# 動畫「FAIRY TAIL」角色歌專輯
《動畫「FAIRY TAIL」角色歌專輯》（日語：アニメ「FAIRY TAIL」キャラクターソングアルバム）是2011年4月27日發行的單曲。
納茲·多拉格尼爾（柿原徹也）露西·哈特菲利亞（平野綾）哈比（釘宮理惠）格雷·佛爾帕斯塔（中村悠一）
艾爾莎·史卡雷特（大原沙耶香）戈吉爾·雷德福克斯（羽多野涉）溫蒂·瑪貝爾（佐藤聰美）夏璐璐（堀江由衣）

## 收錄曲
1. Eternal Fellows（Eternal Fellows）
歌：納茲·多拉格尼爾（CV：柿原徹也），作詞：松井五郎，作曲：藤澤健至，編曲：藤澤健至
《FAIRY TAIL魔導少年》OAD動畫片頭曲。
2. 日常賛歌 ～This Place～（日常賛歌 ～This Place～）
歌：露西·哈特菲利亞（CV：平野綾），作詞：Funta7，作曲：Funta3，編曲：Funta3
《FAIRY TAIL魔導少年》OAD動畫片尾曲。
3. Wings of Liberty（Wings of Liberty）
歌：艾爾莎·史卡雷特（CV：大原沙耶香），作詞：斉藤恵，作曲：草野よしひろ，編曲：草野よしひろ
《FAIRY TAIL魔導少年》OAD2動畫插入曲。
4. METALLIC KISS（METALLIC KISS）
歌：戈吉爾·雷德福克斯（CV：羽多野涉），作詞：斉藤恵，作曲：笹本安詞，編曲：笹本安詞
5. Have a nice day!（Have a nice day!）
歌：哈比、夏璐璐（CV：釘宮理惠、堀江由衣），作詞：Funta7，作曲：Funta3，編曲：Funta3
6. Amazing Blessings（Amazing Blessings）
歌：溫蒂·瑪貝爾（CV：佐藤聰美），作詞：斉藤恵，作曲：Asu (The New Classics)，編曲：島巻和人
7. TRUE PRIDE（TRUE PRIDE）
歌：格雷·佛爾帕斯塔（CV：中村悠一），作詞：斉藤恵，作曲：近田潔人，編曲：近田潔人

## 外部連結
- 動畫「FAIRY TAIL」角色歌專輯 - 波麗佳音 （日語）